# UX Tauri
UX Tauri eller HD 285846, är en dubbelstjärna belägen i den mellersta delen av stjärnbilden Oxen. Den har en högsta skenbar magnitud av ca 10,80 och kräver ett teleskop för att kunna observeras. Baserat på parallaxmätning inom Hipparcosuppdraget på-3,70 ± 5,73 mas, beräknas den befinna sig på ett avstånd på ca 450 ljusår (138 parsek) från solen. Den rör sig bort från solen med en heliocentrisk radialhastighet på ca 23 km/s.

## Observation
UX Tauri är anmärkningsvärd genom att Spitzer Space Telescope, trots att den nyligen (i stjärntermer) skapades, upptäckte att stjärnans protoplanetära skiva innehåller en lucka. Stoftet, som normalt samlas i en expanderande ring som börjar precis intill stjärnan vid en så ung ålder, är antingen mycket tunt eller obefintligt i ett intervall på 0,2 till 56 AE från stjärnan. Vanligtvis innebär detta att planeternas tidiga förfäder kan ha bildats från skivan, trots att stjärnan bara tändes för ca 1 miljon år sedan. Jorden bildades däremot för ca 4,54 miljarder år sedan, vilket innebär att den bildades ca 60 miljoner år efter att solen tändes för ca 4,6 miljarder år sedan. 

## Egenskaper
Primärstjärnan UX Tauri A är en orange till gul stjärna i huvudserien av spektralklass K2 Ve. Den har en massa som är lika med ca 1,25 solmassa och utsänder energi från dess fotosfär motsvarande ca 1,3 gånger solen vid en effektiv temperatur av ca 4 500 K.
Följeslagaren UX Tauri B är en röd till orange stjärna i huvudserien, som har en massa som är lika med ca 0,4 solmassa och utsänder energi från dess fotosfär motsvarande ca 0,5 gånger solen vid en effektiv temperatur av ca 3 500 K.

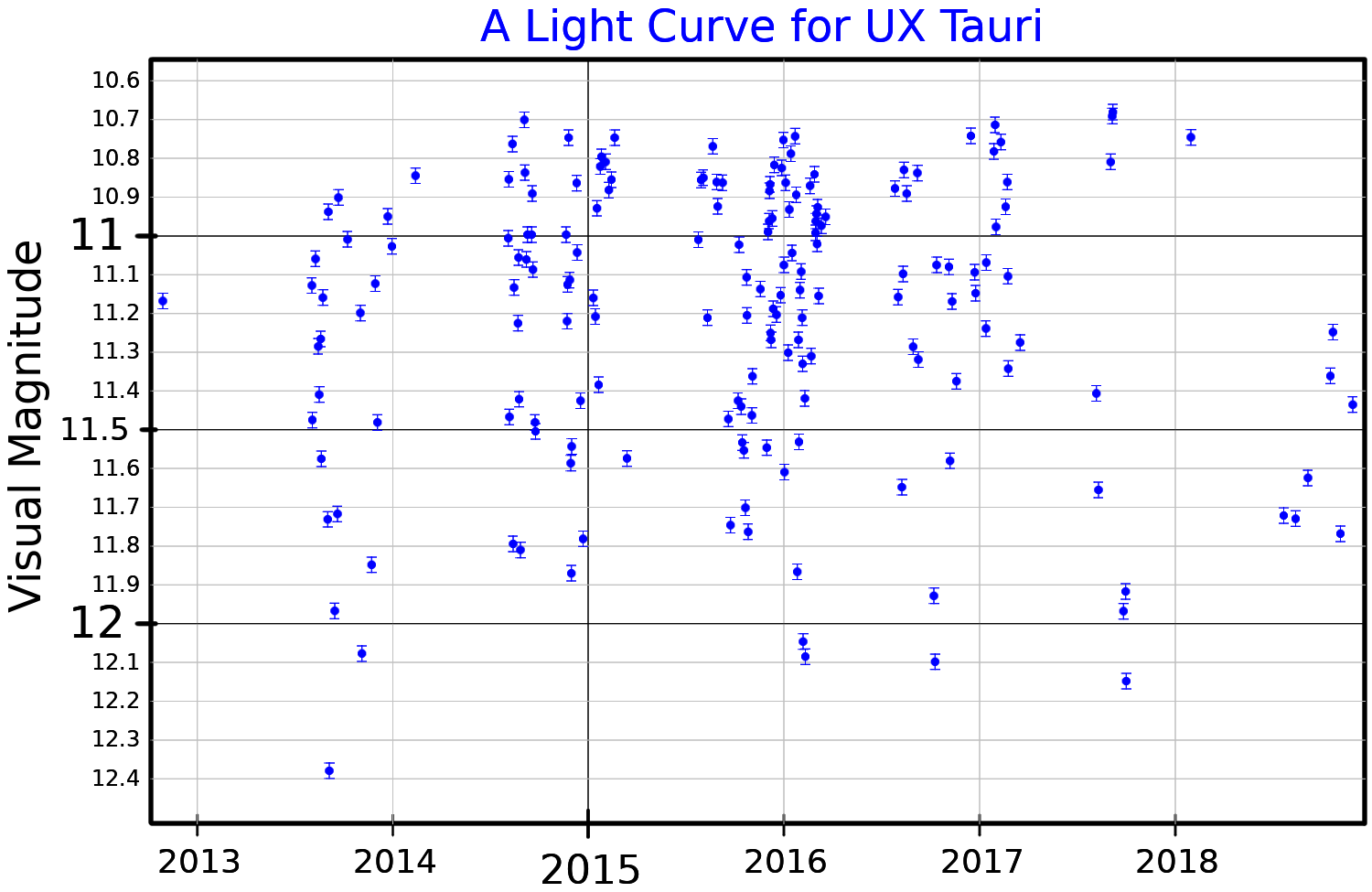
Ljuskurva i visuella bandet för UX Tauri, plottad från ASAS-SN-data,

UX Tauri är en oregelbunden variabel vars ljusstyrka varierar från en magnitud på 12,443 till en magnitud på 10,836 med en variabelperiod av 1,2850 dygn.